# Al-Andalus

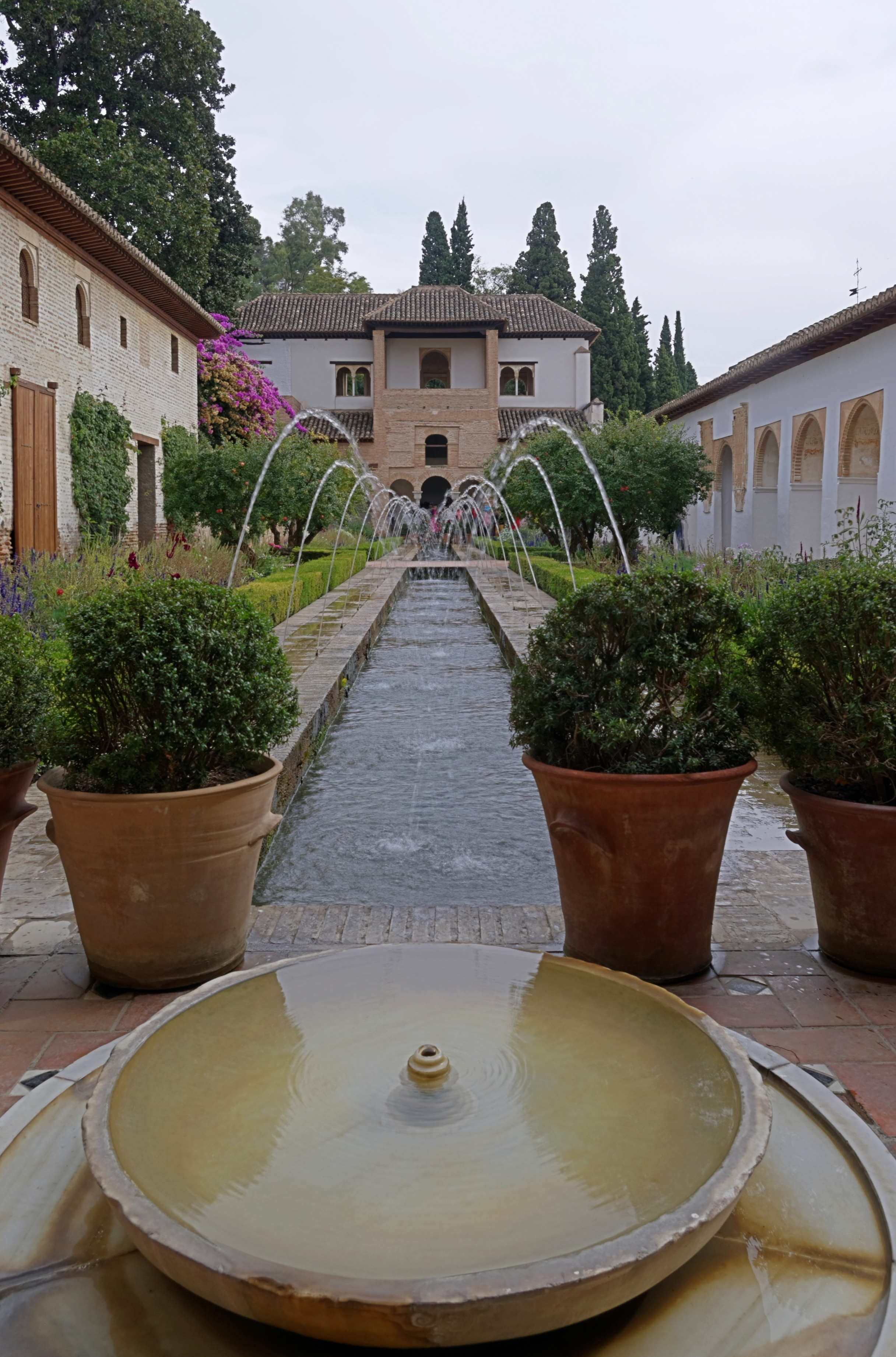
Một khu vườn thời kỳ Hồi giáo ở Granada, al-Andalus

Al-Andalus (tiếng Ả Rập: الأندلس, al-Andalus) là tên tiếng Ả Rập để chỉ một quốc gia và vùng lãnh thổ trên bán đảo Iberia của người Moor. Tên gọi này mô tả các phần của bán đảo Iberia và Septimania từng bị cai trị bởi người Hồi giáo (được đặt tên chung là người Moor), tại nhiều thời điểm khác nhau trong khoảng thời gian từ năm 711 tới 1492, mặc dù các ranh giới lãnh thổ liên tục trải qua các cuộc tấn công từ các vương quốc Kitô giáo.
Sau khi quân Hồi giáo chinh phục Tây Ban Nha, al-Andalus được chia thành năm khu vực hành chính tương ứng với Andalusia, Galicia và Bồ Đào Nha, Castilla và Léon, Aragon và Catalonia, và Septimania. Với tư cách như những lãnh thổ chính trị, chúng hình thành nên phần châu Âu thuộc tỉnh Bắc Phi (Magrib Africa) của vương triều Umayyad, ban đầu với sự cai quản của Khalip Al-Walid I (711-750). Sau đó là Tiểu vương quốc Córdoba (khoảng 750-929); tiếp theo là Triều Khalip của Córdoba (Califato de Córdoba) (929–1031); và cuối cùng phân rã từ Triều Khalip của Córdoba, là các vương quốc Taifa (sơ kỳ, trung kỳ và hậu kỳ). Kết thúc Al-Andalus Hồi giáo, bị thu nhỏ chỉ còn là Vương quốc Granada nhỏ bé, trước khi mất hẳn. Dưới sự thống trị của các vương quốc này, Tây Ban Nha đã trải qua thời kỳ trao đổi và hợp tác văn hóa giữa người Kitô giáo, Hồi giáo và người Do Thái. Dưới sự lãnh đạo bởi Triều Khalip của Córdoba, Al-Andalus đi đầu trong giáo dục, và thành phố Córdoba đã trở thành một trong những trung tâm văn hóa và kinh tế hàng đầu ở cả hai khu vực Địa Trung Hải và thế giới Hồi giáo.
Trong các thế kỷ sau, al-Andalus trở thành một tỉnh dưới triều đại Almoravid và Almohad của người Hồi giáo Berber, sau đó phân thành một số tiểu bang nhỏ, đáng chú ý nhất là Tiểu vương quốc Granada. Với sự hỗ trợ của người dân địa phương ở bán đảo Iberia, người Almoravid lật đổ các tiểu vương Hồi giáo Taifa, sau khi giúp để đẩy lùi các cuộc tấn công của người Kitô về khu vực của Alfonso VI của León. Sự điều hành của người Almoravid và Almohad đã chứng kiện sự sụt giảm trong giao lưu văn hóa, xã hội và gia tăng đàn áp tôn giáo với các dân tộc thiểu số, cùng sự trở lại của nhiều hình thức chính thống của đạo Hồi.
Trong phần lớn lịch sử, al-Andalus trải qua rất nhiều cuộc xung đột với các vương quốc Kitô giáo ở phía bắc, người Kitô lúc đầu mặc dù phải chịu quy phục nhưng cuối cùng đã lật đổ được người Hồi giáo ở phía nam. Năm 1085, Alfonso VI của León và Castilla chiếm được Toledo, khởi đầu một sự suy tàn dần dần, đến năm 1236, với sự sụp đổ của Córdoba, Tiểu vương quốc Granada là lãnh thổ duy nhất mà người Hồi giáo còn cai trị trong khu vực mà ngày nay là Tây Ban Nha. Quá trình Reconquista ở Bồ Đào Nha lên đến đỉnh điểm năm 1249 với cuộc chinh phục Algrave của Afonso III của Bồ Đào Nha. Năm 1238, Tiểu vương quốc Granada chính thức trở thành một chư hầu để Vương quốc Castilla, sau đó chịu sự cai trị của vua Fernando III. Ngày 02 tháng 1 năm 1492, Tiểu vương Muhammad XII đầu hàng trước Nữ vương Isabel I của Castilla, người cùng với chồng là vua Fernando II của Aragon được biết đến là những Los Reyes Católicos, hay còn gọi là "Các vị Vua Công giáo". Sự đầu hàng đã chấm dứt sự tồn tại của al-Andalus như một thực thể chính trị, nhưng những đóng góp về văn hóa và xã hội dưới thời kỳ Hồi giáo vẫn tiếp tục tồn tại trong khu vực Iberia cho đến ngày nay.

## Liên kết
- Paper by Georg Bossong evaluating proposals for the etymology of "al-Andalus". Lưu trữ ngày 27 tháng 6 năm 2008 tại Wayback Machine In German.
- Photocopy of the Ajbar Machmu'a, translated by Lafuente 1867
- The routes of al-Andalus (from the UNESCO web site)
- History and influences of Andalusian music
- The Library of Iberian Resources Online
- Al-Andalus Chronology and Photos Lưu trữ ngày 12 tháng 5 năm 2007 tại Wayback Machine
- Christian Martyrs in Muslim Spain by Kenneth Baxter Wolf
- The Musical Legacy of Al-Andalus Lưu trữ ngày 14 tháng 10 năm 2009 tại Wayback Machine – historical maps, photos, and music showing the Great Mosque of Córdoba and related movements of people and culture over time